# Kirghizistan aux Jeux olympiques d'hiver de 2014
Le Kirghizistan participe aux Jeux olympiques d'hiver de 2014 à Sotchi en Russie du 7 au 23 février 2014. Il s'agit de sa sixième participation à des Jeux d'hiver.
Le skieur Dmitry Trelevski devait concourir en Ski alpin et c'est lui qui fut le porte-drapeau lors de la cérémonie d'ouverture mais ce dernier se blessa gravement le 12 février pendant les entrainements. Déclaré forfait, le comité national le remplace par Evgeniy Timofeev qui fut donc le porte-drapeau à la cérémonie de clôture.

## Ski alpin
| Athlète          | Épreuves     | Course 1                 | Course 1 | Course 2                 | Course 2 | Total                    | Total |
| Athlète          | Épreuves     | Temps                    | Rang     | Temps                    | Rang     | Temps                    | Rang  |
| ---------------- | ------------ | ------------------------ | -------- | ------------------------ | -------- | ------------------------ | ----- |
| Evgeniy Timofeev | Slalom       | 1 min 2 s 47 (+15 s 77)  | 73e      | 1 min 12 s 96 (+19 s 02) | 41e      | 2 min 15 s 43 (+33 s 59) | 41e   |
| Evgeniy Timofeev | Slalom géant | 1 min 34 s 65 (+13 s 57) | 68e      | 1 min 37 s 7 (+13 s 88)  | 63e      | 3 min 11 s 72 (+26 s 43) | 61e   |